# Sous l'aubépine
Pour plus de détails, voir Fiche technique et Distribution.
Sous l'aubépine (山楂树之恋, Shan zha shu zhi lian) est un film chinois de Zhang Yimou sorti en 2010. Il raconte les amours malheureuses de deux jeunes pendant la révolution culturelle.

## Synopsis
En 1975, à la fin de la révolution culturelle, Jingqiu (静秋) est une toute jeune étudiante. Elle est envoyée, comme beaucoup à l'époque, à la campagne pour aider les paysans et collecter des histoires populaires traditionnelles. Elle arrive dans le village de Xiping (西坪村). Elle y fait la connaissance d’un jeune homme qui fait des recherches géologiques dans la région. Il s'appelle Lao San (老三).
Lao San manifeste ses sentiments par de petites attentions touchantes et, peu à peu, ils tombent amoureux.
La mère de Jingqiu voit d'un mauvais œil cet amour : Jingqiu est encore en période probatoire, il lui reste un an avant de pouvoir être nommée institutrice. C’est cela qui inquiète sa mère, elle-même ancienne enseignante destituée et réduite à coller des enveloppes avec ses enfants pour survivre.
Elle persuade Lao San de s’effacer provisoirement pour le bien de Jingqiu. Peu après, Lao San est atteint par une leucémie foudroyante. Jingqiu le voit pour la dernière fois lors de son agonie finale et au milieu des larmes, Jingqiu lui promet un amour pour l’éternité...

## Fiche technique
- Titre : Sous l'aubépine
- Titre original : 山楂树之恋 (Shan zha shu zhi lian)
- Réalisation : Zhang Yimou

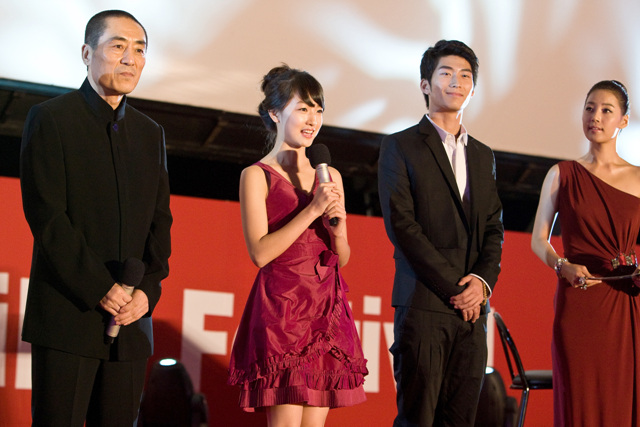
Cérémonie d’ouverture pour le film Sous l’aubépine

- Scénario : Yin Lichuan, Gu Xiaobai et Ah Mei d'après Ai Mi
- Musique : Chen Qi-gang
- Photographie : Zhao Xiaoding
- Montage : Meng Peicong et Zhang Mo
- Production : Cao Huayi, William Kong, Hugo Shong et Zhang Weiping
- Société de production : Xin Huamian Film, IDG China Media, New Classical Entertainment et Film Partner International
- Pays :  Chine
- Format : Couleurs - 2,35:1 - Dolby Digital - 35 mm
- Genre : Drame, romance et historique
- Durée : 114 minutes
- Date de sortie : 2010

## Distribution
- Li Xuejian : Zhang, le chef du village (Zhang Duizhang)
- Cheng Taishen : le professeur Luo (Luo Laoshi)
- Zhou Dongyu : Jing (Jingqiu)
- Rina Sa : tatie (Da Ma)
- He Xiaoyu : Huanhuan
- Yu Xinbo : Lin (Changlin)
- Shawn Dou : Sun Jianxin (Lao San)
- Yi Xinyun : Fang (Changfang)
- Wang Zheng : le frères aîné (Da Ge)
- Yao Zhuoran : la belle-sœur (Da Sao)
- Jiang Ruijia : Wei (Weihong)
- Xi Meijuan : la mère de Jing (Jingqiu Muqin)
- Qiu Muyuan : le frère de Jing (Jingqiu Didi)
- Hu Xinyuan : la sœur de Jing (Jingqiu Meimei)
- Wang Jinsong : le directeur Li (Li Zhuren)
- Lü Liping : la mère de Wei (Weihong Muqin)

## Adaptation d'un roman
Le film est une adaptation du roman éponyme, 山楂树之恋, de Ai Mi (艾米).
Le film a été tourné à partir d'avril 2010, à Yichang, dans le Hubei.
Sa sortie sur écran date du 16 septembre 2010.
L’adaptation est cosignée de l’écrivain et réalisatrice Yin Lichuan (尹丽川) et du scénariste Gu Xiaobai (顾小白).